# Silver & Black
Silver & Black – trzeci studyjny album duetu Luniz, wydany 13 sierpnia 2002 roku. Zadebiutował na 53. miejscu listy Billboard Top R&B/Hip-Hop.

## Lista utworów
1. "Street Money" (feat. Benjilino) – 3:45
2. "Fuck You" (feat. C-Bo) - 4:11
3. "A Piece Of Me" (feat. Fat Joe) - 4:29
4. "Oakland Raiders" (feat. Mark Curry) - 4:48
5. "Fugitive (Armed & Dangerous)" (feat. Dru Down & Benjilino) - 4:11
6. "Big Face Escalade" (feat. Nic Nac & Nina Ross) - 3:36
7. "Closer Than Close" (feat. Dru Down) - 4:49
8. "Issues" (feat. Devin the Dude & KB) - 4:56
9. "Break Me Off" (feat. Treach & IMX) - 4:10
10. "Swang Song" - 3:50